# 三国記
三国記（朝鮮語: 삼국기、三國記、サムグッキ）は、韓国KBSが1992年に放送した大河ドラマ。7世紀の朝鮮三国時代の統一の歴史に基づいており、合計50話。

## 高句麗
- 宝蔵王 - 徐永進（서영진）
- 淵蓋蘇文 - 趙卿煥（조경환）
- 楊萬春 - 任革（임혁）
- 乙支文徳 - 金吉浩（김길호）
- 乞乞仲象（渤海高王父親） - 金河均（김하균）
- 先道解（선도해） - 朴英穆（박영목）
- 黑伐武（흑벌무） - 金镇泰（김진태）
- 季真（계진） - 白仁哲（백인철）
- 淵蓋蘇文前妻 - （이경표）
- 淵蓋蘇文後妻 - 金賢珠（김현주）

## 百濟
- 武王 - 崔正勳（최정훈）
- 義慈王 - 吉用祐（길용우）
- 階伯 - 劉東根（유동근）
- 成忠 - 金甲洙（김갑수）
- 黒歯常之 - （이한수）
- 鬼室福信 - （최헌창）
- 左栢 - 朴真星（박진성）
- 阿娘（階伯之妻，成忠之妹） - 李德姬（이덕희）
- 允忠（成忠之兄弟） - 金周榮（김주영）
- 任子 - 金成一（김성일）
- 任子父 - 李大路（이대로）
- 義慈王妃 - 崔秀智（최수지）

## 新羅
- 真平王 - 朴雄（박웅）
- 善徳女王 - 金惠正（김혜정）
- 真徳女王 - 兪婁娜（유루나）
- 武烈王 - 宋永彰（송영창）
- 金庾信 - 徐仁錫（서인석）
- 金龍春（武烈王父親） - 李正雄（이정웅）
- 金舒玄（金庾信父親） - 金镇海（김진해）
- 毗曇 - 崔秉學（최병학）
- 金元述 - 张仁基（강인기）
- 金品釋 - 权赫浩（권혁호）
- 竹竹 - 宣东赫（선동혁）
- 萬明夫人（金庾信母） - 严柔晨（엄유신）
- 天官女 - 金瑞罗（김서라）
- 竹旨郞 - 全炳玉（전병옥）
- 黔日将軍 - 金正均（김정균）
- 租未坤 - （윤문식）
- 溫君解 - （이지형）

## 唐
- 唐太宗 - 任秉基（임병기）
- 長孫無忌 - 方一秀（방일수）
- 契苾何力 - 张顺国（장순국）

## 日本
- 天智天皇 - 李光基（이광기）
- 藤原鎌足 - 安承勋（안승훈）